# John Cleese

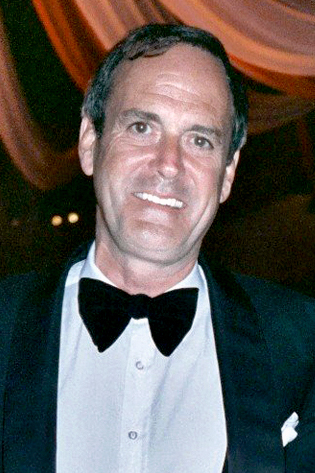
John Cleese

John Marwood Cleese (n. 27 octombrie 1939, Weston-super-Mare, Somerset) este un comic și actor britanic, câștigător al premiului Emmy. Este cel mai bine cunoscut ca membru fondator al grupului comic Monty Python, și ca scenarist și actor în popularul serial de comedie Fawlty Towers.

## Biografie

### Tinerețe
Cleese s-a născut în Weston-super-Mare, Somerset, Anglia, fiul lui Reginald Francis Cleese și a lui Muriel (Cross). Numele familiei sale a fost inițial „Cheese” („Brânză”), dar tatăl său, un vânzător de asigurări, l-a schimbat în Cleese când s-a înrolat în 1915 în armată. Ca băiat, Cleese a studiat la Clifton College din Bristol, de unde a fost exmatriculat pentru vandalizarea spațiului școlar : a folosit vopsea pentru a sugera că statuia școlii, reprezentându-l pe feldmareșalul Douglas Haig, s-a dat jos de pe soclu pentru a merge la toaletă.
S-a înscris în trupa de actori amatori „Footlights”, în timp ce studia Dreptul la Downing College, Cambridge. Acolo l-a întâlnit pe viitorul său partener de scriere, Graham Chapman. Cleese a compus material extra pentru „Footlights Revue” din 1961, I Thought I Saw It Move, și a fost casier al clubului Footlights în 1962, precum și actor pentru Footlights Revue Double Take!
Cleese a fost unul din scenariști, precum și actori, ai Footlights Revue din 1963, A Clump of Plinths,, care s-a bucurat de atât de mult succes în cadrul Edinburgh Fringe Festival, încât numele i-a fost schimbat în „Cambridge Circus”, a fost trimisă la teatrul West End din Londra, și apoi într-un tur prin Noua Zeelandă și la Broadway, actorii apărând în sketchuri și pentru The Ed Sullivan Show în septembrie 1964.

### Maturitate
După Cambridge Circus, Cleese a decis să rămână în America, interpretând diverse roluri, inclusiv în muzicalul Half a Sixpence,, și în această perioadă l-a întâlnit pe viitorul Piton Terry Gilliam și pe viitoarea sa soție, actrița americană Connie Booth, cu care Cleese s-a căsătorit pe 20 februarie 1968.
Pe măsură ce reputația de comic a lui Cleese creștea, a primit o ofertă de la BBC Radio, care îl dorea ca scriitor, și Cleese a lucrat acolo la câteva emisiuni, cel mai notabil la sketchuri pentru The Dick Emery Show. Succesul lui Footlights Revue a dus la înregistrarea unei miniserii de emisiuni radio de jumătate de oră, intitulate I'm Sorry, I'll Read That Again, atât de populare încât BBC a autorizat crearea unei serii propriu-zise cu acel titlu.
În 1971, Booth a născut o fetiță, botezată Cynthia Cleese, singurul lor copil.
După ce Booth a decedat în 1978, Cleese a mai fost căsătorit de două ori: cu Barbara Trentham (1981–1990) și cu Alyce Faye Eichelberger (1992–2008).
În Rețeaua Miraculoasă, el este vocea lui Samuel.

## Funcție onorifică
John Cleese a fost ales ca Rector al University of Saint Andrews, o funcției onorific-umoristică a Universității Sfântului Andrei din orașul Edinburgh din Scoția.

## Filmografie
- Monty Python’s Life of Brian (1979)
- Dl Stimpson, contra-cronometru (1986)
- Un peștișor pe nume Wanda (1988)